# Двабзу
Двабзу (груз. დვაბზუ) — село в Грузии. Находится в Озургетском муниципалитете края Гурия. Является центром сельской общины (сёла Двабзу, Гагма Двабзу).

## Этимология
Согласно Николаю Марру, название Двабзу имеет абхазское происхождение и родственно названию области Басан в Армении.

## Географическое положение
Село расположено на левом берегу реки Натанеби, на высоте 130 метров над уровня моря, в 5 километрах от Озургети.

## История
В 1830-х годах в селе активно развивалась торговля и устраивались еженедельные торги.
В Двабзу жили семьи грузинских купцов-католиков: Туманишвили, Меликишвили, Багдошвили, Залинашвили и другие. В 1830-х годах в Двабзу проживало восемь католических семей.
В 1879 году в селе открылась двухклассная школа, в 1890-х годах — шелкопрядильная мастерская и школа Гурийского торгово-промышленного товарищества «Шуамавали», в 1899 году — библиотека.
В 1908 году в пяти сёлах общины Двабзу проживало 3917 человек: 1942 мужчины и 1975 женщин.

## Население
По результатам переписи 2014 года, в селе жил 1171 человек, из них 1161 — грузины.

## Инфраструктура
В селе есть общеобразовательная школа и поликлиника, а также асфальтный завод. В 2010-х годах в селе проходила газификация.

## Достопримечательности
В центре села стоит каменная православная церковь Святого Георгия 1874 года постройки.
В селе находится этнографический музей, основанный в 2009 году на базе дома-музея Шалвы Радиани. В музее выставлены экспонаты, отражающие этнографическую и бытовую культуру Гурии. 14 января во дворе музея отмечается народный праздник «Каланда».

## Знаменитые уроженцы
- Лалиони (Арсен Мамулашвили; 1886—1918) — писатель.
- Александр Глонти (1912—1999) — филолог, фольклорист.